# Dactylis metlesicsii
Dactylis metlesicsii (P.Schoenf.) & Ludwig) es una especie de gramínea del género Dactylis, en la familia de las  poáceas, nativa de islas Canarias, endémica de la isla de Tenerife.
Es un sinónimo de Dactylis glomerata L.